# Martins Soares
Martins Soares är en kommun i Brasilien.   Den ligger i delstaten Minas Gerais, i den sydöstra delen av landet, 800 km sydost om huvudstaden Brasília. Antalet invånare är 7 173.
Omgivningarna runt Martins Soares är huvudsakligen savann. Runt Martins Soares är det ganska glesbefolkat, med 27 invånare per kvadratkilometer.